# Glandonia
A Glandonia a Malpighiales rendjébe és a malpighicserjefélék (Malpighiaceae) családjába tartozó nemzetség.

## Rendszerezés
A nemzetségbe az alábbi 3 faj tartozik:
- Glandonia macrocarpa Griseb.
- Glandonia prancei W.R.Anderson
- Glandonia williamsii Steyerm.